# Grote Prijs Jef Scherens 2013
Il Grote Prijs Jef Scherens 2013, quarantasettesima edizione della corsa, valido come evento dell'UCI Europe Tour 2013, si svolse il 15 settembre 2013 per un percorso di 197,8 km. Fu vinto dal belga Bert De Backer, che giunse al traguardo in 4h 45' 33" alla media di 41,56 km/h.
Furono 70 i ciclisti che portarono a termine la competizione.

## Squadre e corridori partecipanti
| N.    | Cod. | Squadra                      |
| ----- | ---- | ---------------------------- |
| 1-8   | AJW  | Accent Jobs-Wanty            |
| 11-18 | LTB  | Lotto-Belisol Team           |
| 21-28 | BEL  | Belkin Pro Cycling Team      |
| 31-38 | ARG  | Team Argos-Shimano           |
| 41-48 | VCD  | Vacansoleil-DCM              |
| 51-58 | BEL  | Belgio                       |
| 61-68 | TSV  | Topsport Vlaanderen-Baloise  |
| 71-78 | CRE  | Crelan-Euphony               |
| 81-88 | AND  | Androni Giocattoli-Venezuela |
| 91-98 | CSS  | Champion System              |

| N.      | Cod. | Squadra                        |
| ------- | ---- | ------------------------------ |
| 101-108 | JVC  | Ventilair-Steria               |
| 111-118 | TWJ  | To Win-Josan Cycling Team      |
| 121-128 | PCW  | T.Palm-Pôle Continental Wallon |
| 131-138 | MMM  | Team 3M                        |
| 141-148 | SKT  | An Post-Chainreaction          |
| 151-158 | DOL  | Doltcini-Flanders              |
| 161-168 | VWC  | Verandas Willems Continental   |
| 171-178 | WBC  | Wallonie-Bruxelles             |
| 181-188 | RIJ  | Cyclingteam De Rijke-Shanks    |

## Ordine d'arrivo (Top 10)
| Pos. | Corridore         | Squadra       | Tempo    |
| ---- | ----------------- | ------------- | -------- |
| 1    | Bert De Backer    | Argos-Shimano | 4h45'33" |
| 2    | Sep Vanmarcke     | Belkin        | s.t.     |
| 3    | Jasper Stuyven    | Belgio        | a 3"     |
| 4    | Marcel Sieberg    | Lotto-Belisol | a 11"    |
| 5    | Roy Curvers       | Argos-Shimano | s.t.     |
| 6    | Jurgen Van Goolen | AccentJobs    | s.t.     |
| 7    | Jelle Wallays     | Topsport Vl.  | s.t.     |
| 8    | Gaëtan Bille      | Lotto-Belisol | a 15"    |
| 9    | André Greipel     | Lotto-Belisol | a 32"    |
| 10   | Tom Leezer        | Belkin        | s.t.     |